# Elgnowo
Elgnowo [ɛlɡˈnɔvɔ] (tiếng Đức: Elgenau) ) là một ngôi làng thuộc khu hành chính của Gmina Dbrówno, thuộc huyện Ostródzki, Warmińsko-Mazurskie, ở miền bắc Ba Lan. Nó cách Ostróda khoảng 27 kilômét (17 mi) về phía nam và cách  thủ phủ khu vực Olsztyn 52 km (32 mi) về phía tây nam.
Làng có dân số 440.